# 소켓 6

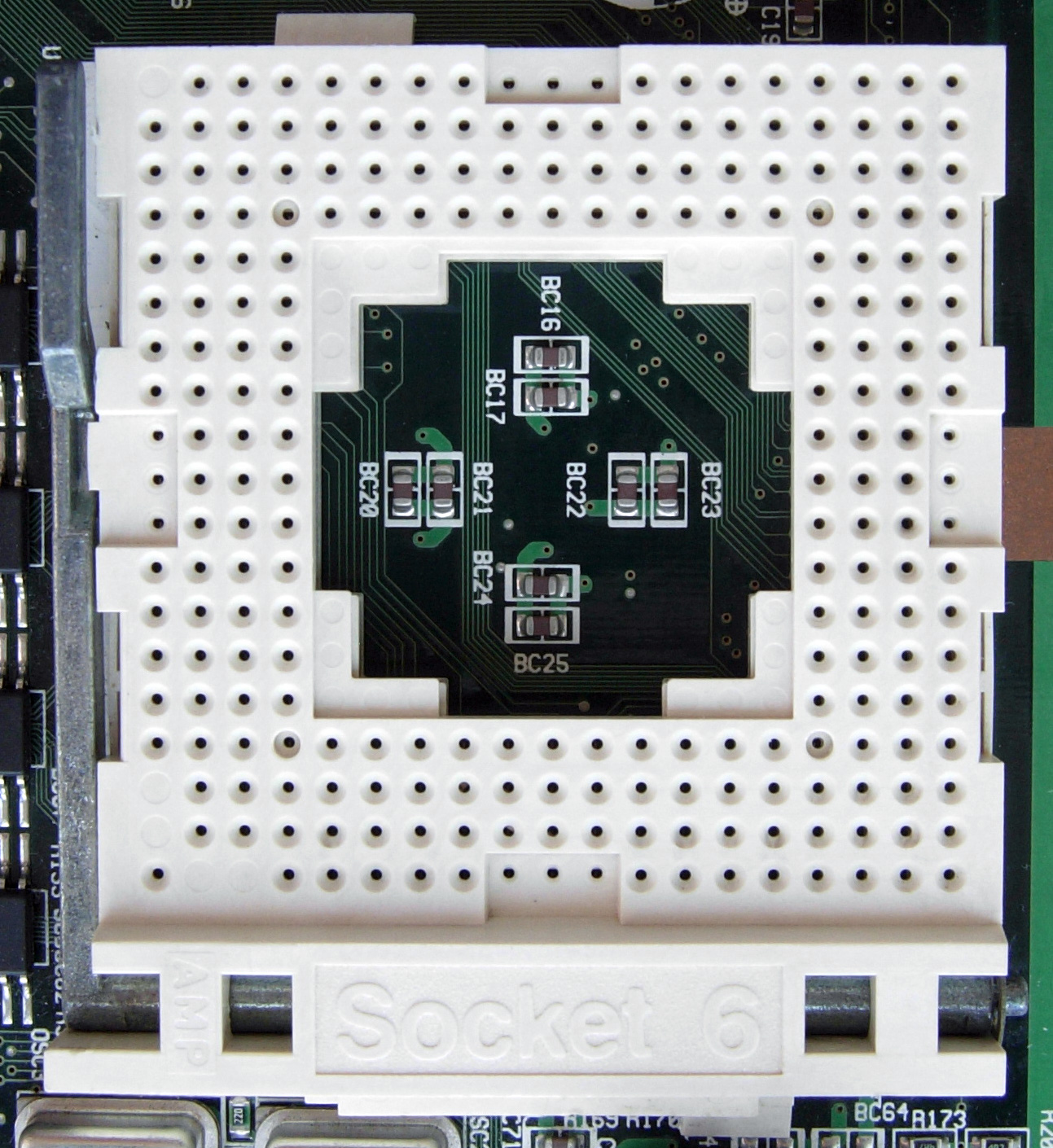
소켓 6

소켓 6(Socket 6)은 486세대 CPU 소켓으로, 보다 일반적인 소켓 3을 약간 수정한 버전이다. 일부 메인보드에서 사용되었다.
인텔은 80486의 시장 수명이 끝나갈 무렵에 이 새로운 표준을 설계했기 때문에 특히 소켓 3 표준이 이미 충분했기 때문에 이를 사용하는 메인보드는 거의 생산되지 않았다.

## 같이 보기
- 인텔 마이크로프로세서 목록